# Гражданска война в Афганистан (1992 – 1996)
Гражданската война в Афганистан между 1992 г. и 1996 г. е въоръжена борба между поддръжниците на радикалното ислямистко талибанско движение и разпръснатите отряди на муджахидините, водени от влиятелни военачалници – бивши активни бойци срещу съветската военна намеса. Гражданската война е логично продължение на войната, която въоръжените сили на Демократична република Афганистан водят срещу муджахидините през последните 3 години.

## История

### Причините
Веднага щом взимат властта през 1992 г., муджахидините се изпокарват. Много командири не са доволни от получените от тях длъжности. В Афганистан се разгръща гражданска война. Хекматияр се опитва да се намеси в борбата за власт в Кабул. В същото време се случват сблъсъци между вече установените формации на Масуд в града. В резултат на това, от пролетта на 1992 г. столицата на Афганистан е арена на ожесточена въоръжена борба за власт. През първата година след превземането на столицата от муджахидините, в града около 30 хиляди цивилни са убити, а няколко хиляди са принудени да напуснат и да станат бежанци. Борбата за контрол над Кабул не спира.
Командирите на муджахидините водят война не само за контрола над Кабул, но и за районите в Афганистан. Исмаил Хан, с помощта на Иран установява своята власт в Херат, пущуните в Кандахар, а Достум, след няколко месеца борба с Масуд – Кундуз. Местните лидери ограбват минаващи през териториите им каравани.
Многобройните командири споделят не само страната, но и богато наследство, оставено от комунистическия режим в Кабул. Всички основни материали и военни ресурси на бившото правителството на Демократична република Афганистан в столицата Кабул и в северната част на страната, са под контрола на групи на Рабани, Масуд, Достум и шиити. Фрагментирането на страната става факт до лятото на 1992 г.
В началото на новата 1994 г. Хекматияр се опитва да превземе Кабул. Към него се присъединяват шиитите, а след като сключва съюз с Достум, той се противопоставя на Рабани и Масуд. Масуд в отговор на това започва контраофанзива, в която Хекматияр и Достум са прогонени от Кабул. Достум трябва да се оттегли на север, а шиити и пущуните на Хекматияр възобновяват битката за столицата. До края на годината Масуд поддържа тесен коридор от Кабул през Пандширското ждрело до Кундуз. Но на юг врагът става още по-страшен от бившите съюзници в борбата срещу, която Масуд прекарва остатъка от живота си.

### Появата на талибаните
През лятото на 1994 г. близо до Кандахар, един от местните командири на муджахидините злоупотребява с 2 момичета. Жителите се обръщат към местния духовник Мола Омар и той събира учениците си. Въоръжени с няколко оръжия, тази група от хора освобождава момичетата, залавя този командир и го връзва на своя танк. Мола Омар обявява създаването на талибанското движение, което афганистанците посрещат с надежда. По-голямата част от обществото на талибаните на Афганистан, уморено от 2 десетилетия на война, иска да се възстанови реда в страната и да има мир. Броят на бойците на талибаните се увеличава с висока скорост. През октомври, талибаните завземат граничния град Спин-Болдак, за да задържат войските на Хекматияр. Заедно с града в ръцете на талибаните попада арсенал с 18 хиляди автомата Калашников. 2 седмици по-късно, 30 военни камиони с лекарства и стоки, които министър-председателят на Пакистан Беназир Бхуто, изпраща до Ашхабад, падат в ръцете на командир Мансур Очакзая, който иска откуп за шофьорите. След като Бхуто призовава на помощ талибаните. Отряд на Омар напада бандитите на Очакзая, а след това всички от тях са разстреляни. Самият Очакзая, все още жив и кървящ, е вързан и отведен в Кандахар, за да ги видят всички.
Малко след това, талибанското движение започва офанзива в южните части на Афганистан, контролирани от множество независими главатари на муджахидините, предимно етнически пущуни. Сравнително бързо е прекършена съпротивата на местните вождове, а талибаните стигат до втория по големина град в Афганистан. Талибанските войски превземат близкият склад с оръжие и се придвижват към Кандахар, който след 2 дни на малки битки пада. Гарнизон на правителствените войски, изоставя огромно количество оръжия, включително танкове, бронирани машини, артилерийски оръдия, както и на летищата, където има реактивни изтребители МиГ-21 и транспортни хеликоптери.
Противници на режима на талибаните са Северния алианс, състоящ се главно от таджики (начело с Ахмад Шах Масуд) и узбеки (начело с генерал Абдул Рашид Достум), който се радва на подкрепата на Русия. Предоставянето на убежище на терориста Осама бин Ладен и унищожаването на будистките паметници (Буди от Бамян) създава негативен имидж на талибаните в очите на световното обществено мнение. След атентатите от 11 септември 2001 г. САЩ започва антитерористична операция срещу ислямското емирство в Афганистан, както и с подкрепата на Северния алианс сваля режима на талибаните. Талибаните преминават в нелегалност и отчасти отстъпват до съседен Пакистан (провинциите на региона Вазиристан), където се обединяват под ръководството на Хаджи Омар. От началото на 2000-те години Вализиристан е основата на талибанското движение.
Започва нова гражданска война.